# Tjärhov
Tjärhov, äldre namn Tiärhååff (1648), Tiärhåffwett (1650) och Thiäruhofwet (1702) är en gammal benämning på lokaler i vilka tjära befriades (vräktes) från resterna av vattenhaltiga avsättningar. Dessa lokaler stod under officiell kontroll. 
Tjärhov fanns i ett antal svenska orter. I Göteborg fanns Tjärhofsplanen i stadsdelen Masthugget vid nuvarande Barlastgatan. I Kalmar finns den konstgjorda halvön Tjärhovet i hamnen. I Skellefteå går Tjärhovsgatan till Körran, dagens Nordanå.

## Stockholm
Ett tjärhov fanns i Stockholm på Södermalm vid Södra varvet intill den sedan länge igenlagda Tegelviken, numera ankringsplats för Finlandsbåtar. Tjärhovsgatan och Tjärhovsplan påminner om detta. P.g.a. den höga brandfaran flyttades Södermalms tjärhov 1686 till Beckholmen. Ett annat tjärhov fanns vid dagens Blockhusudden, där Werner von Rosenfeldts karta över Stockholm från 1702 visar det Nÿa Thäruhofwet.